# حزب سوسیالیست انقلابی ایران
حزب سوسیالیست انقلابی ایران یک حزب سیاسی چپ با مشی سوسیالیستی و مارکسیستی در اپوزیسیون ایران است که علیه نظام جمهوری اسلامی فعالیت می‌کند. حزب سوسیالیست انقلابی در مرداد ۱۳۹۶ با انشعاب از حزب کمونیست کارگری ایران–حکمتیست تأسیس شد.

## تأسیس حزب
کنفرانس مؤسس حزب سوسیالیست انقلابی ایران در روز ٢٨ مرداد سال ١٣٩۶ (١٩ اگوست ٢٠١٧) از طریق نشست اینترنتی و همزمان در چند کشور برگزار شد. یک روز بعد در روز ٢٩ مرداد ١٣٩٦ (٢٠ اگوست ٢٠١٧) اولین نشست رسمی شورای رهبری منتخب کنفرانس حزب با حضور اکثریت اعضا برگزار شد. در این نشست علاوه بر تعیین اسم و آرم حزب، دربارۀ اوضاع سیاسی ایران و منطقه بحث شد و اعضا پس از ارائۀ گزارش و ارزیابی، اسناد و قرارها از طریق انتخابات شورای ۱۲ نفره‌ای متشکل از شیرین اعتماد، بیژن کلهر، آذر کیمیا، ابراهیم باتمانی، کامران پایدار، بابک باجلانی، عمر عبداللهی، زاگرس ابراهیمی، لیلا احمدی، سلام زیجی، لوان حقیقی و عزیز آجیکند را به عنوان اعضای شورای رهبری حزب تا مقطع کنگره اول و سلام زیجی را نیز به عنوان دبیر شورای رهبری حزب انتخاب کردند.